# Shahrestān di Saveh
Lo shahrestān di Saveh (farsi شهرستان ساوه) è uno dei 12 shahrestān della provincia di Markazi, il capoluogo è Saveh. Lo shahrestān è suddiviso in 2 circoscrizioni (bakhsh): 
- Centrale (بخش مرکزی)
- Nobaran (بخش نوبران), con le città di Gharqabad e Nobaran.